# Mas Ram
El Mas Ram és un barri de Badalona (Barcelonès), que limita amb els barris de Pomar de Dalt i Les Guixeres, així com amb el terme municipal de Tiana. Nascut com una urbanització a finals dels anys 60, part de la qual està localitzada a la veïna Tiana, està constituïda com una unitat residencial.

## Demografia
El 2015 el barri tenia 574 habitants, un total de 278 homes (48,4%) i 296 dones (51,6%).

## Història
El nom del barri prové de la masia del Mas Ram, nom amb que es documentat des del segle XIV, originalment de la família d'aquest cognom. Després va ser ser propietat de la Cartoixa de Montalegre des del segle XV i fins a 1835. Amb la desamortització de Mendizábal la finca va passar a mans de la família Sabadell, comerciants de Barcelona, que van fer reformes i van donar-li l'aspecte residencial actual.
Més tard passà a mans dels Parellada, que van decidir promoure la parcel·lació de la finca del Mas Ram a finals dels anys seixanta, on s'hi va fer una urbanització de caràcter privat. La seva promoció va suposar la urbanització d'un sector separat de la resta de la ciutat, connectat per una única xarxa viària, establint un barri de baixa densitat, amb xalets unifamiliars al mig de parcel·les. Amb tot, a diferència de les urbanitzacions clàssiques, el barri està constituït per primeres residències.
Arran del seu creixement, va agafar prou entitat i va ser oficialitzat el 1980.

## Unitat residencial
Actualment el Mas Ram té consideració d'unitat residencial. Bona part dels seus carrers, tret del sector anomenat Roc Caballera, estan qualificats de zones privades d'ús públic. És a dir, no es pot barrar el pas a ningú en aquests espais, tanmateix, són els veïns del barri el que s'encarreguen del seu manteniment i del pagament dels serveis públic com l'enllumenat.
Disposa d'associació de propietaris.

## Lloc d'interès

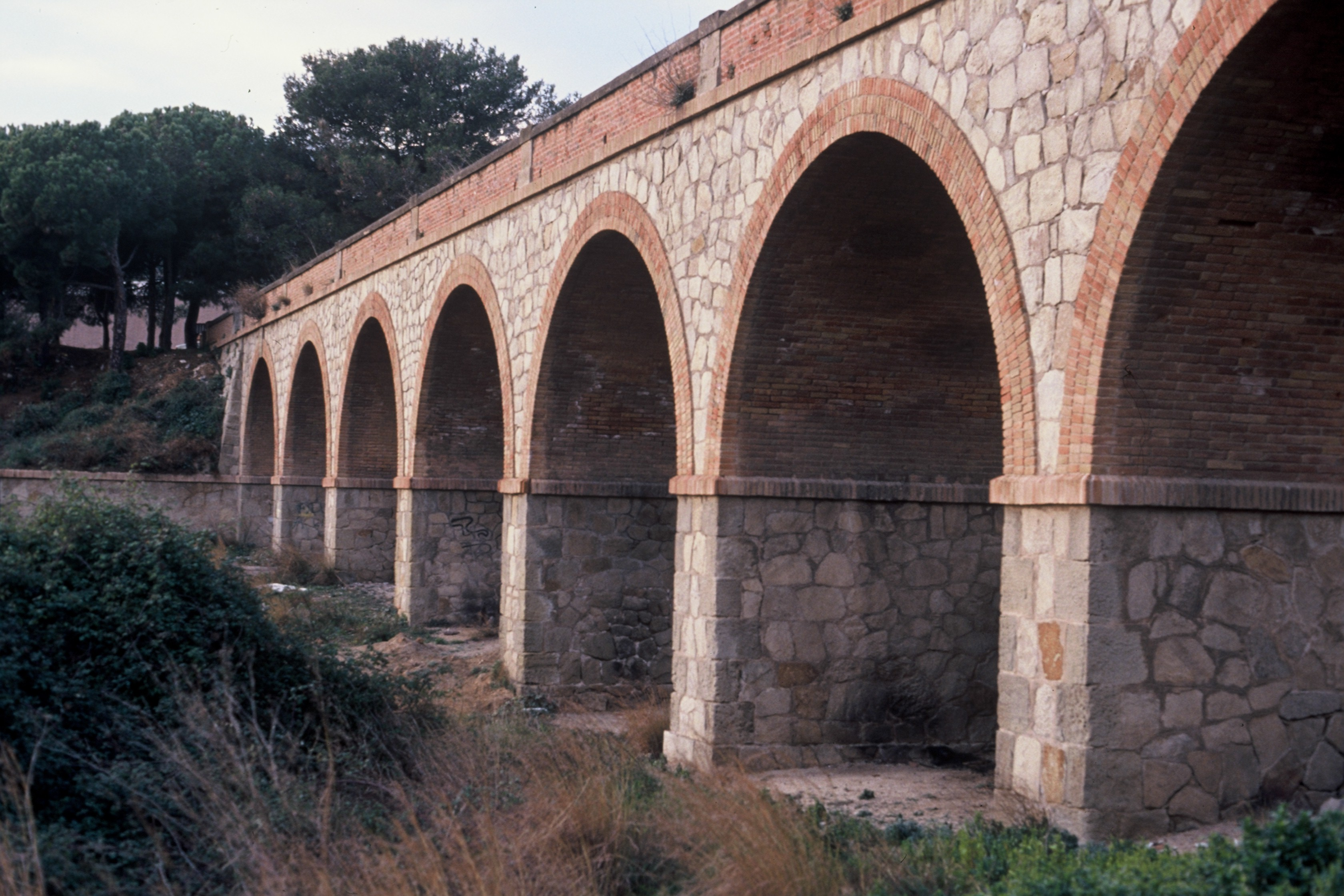
El pont del Mas Ram

L'element més destacat del barri és la torre del Mas Ram, que li dona nom. Té orígens medievals, però el seu aspecte actual es deu a les reformes que se li van fer a partir del segle xix, especialment la reforma feta per Enric Sagnier i Villavecchia, a començaments de segle xx, i l'ampliació d'Enric Giralt i Ortet. Des de 1968 és una de les seus de l'Escola Garbí, fundada per Pere Vergés i Farrés.
Destaca també el pont per poder salvar la riera de Pomar, construït amb maó de maçoneria, que funciona com a accés de vianants.
Formava part del conjunt la casa dels guardes, construïda el 1909 i avui desapareguda, enderrocada, sense tenir en compte que estava protegida, quan es va fer la construcció de la B-20.